# Leuchtturm Wybelsum
Der Leuchtturm Wybelsum steht an der Straße Am neuen Seedeich im Wybelsumer Polder, einem Polder westlich von Emden am Nordufer der Unterems. Außer als Leuchtturm dient er auch als Radarturm für die Verkehrszentrale Ems, die für die Überwachung der Emsschifffahrt zuständig ist. Der Leuchtturm Wybelsum entstand im gleichen Zeitabschnitt wie der Leuchtturm Knock und wird von der Verkehrszentrale Ems ferngesteuert.
Der 18 m hohe, runde Leuchtturm hat einen rot-weißen Anstrich und trägt in 16 m Höhe ein Quermarkenfeuer, das durch eine 60-Watt-Glühlampe in einer Gürtellinsenleuchte erzeugt wird. An seiner Spitze befindet sich die rotierende Radarantenne. Die internationale Leuchtfeuer-Nummer lautet B1012.